# Pablo Pallante
Pablo Antonio Pallante (Montevideo, 14 febbraio 1979) è un ex calciatore uruguaiano con passaporto italiano, di ruolo difensore o centrocampista.